# Comté de Verdun
Le comté de Verdun était un comté médiéval souverain dans le duché de Basse-Lotharingie. 

## Comté
Les souverains du comté de Verdun se qualifiaient de comtes par la grâce de Dieu. Le pays était situé près de la Basse Lotharingie au sein du Saint-Empire romain germanique. L'évêché de Verdun le bordait à l'est. La forêt d'Argonne formait la frontière occidentale du comté, mais il comprenait également les forteresses de Montfaucon-d'Argonne et de Vienne-le-Château. Selon un diplôme impérial émis en 1156, l'évêque Haymon de Verdun a reçu le droit de nommer les comtes, mais les comtes de la dynastie des Ardennes-Bouillon ont rendu la fonction héréditaire à la fin du Xe siècle. 

## Liste des comtes
- jusqu'en 923 Ricuin, marié d'abord à la fille d'Engelram, chambellan de Charles le Chauve, et ensuite à Cunégonde, veuve de Wigéric, comte de Bidgau.
- 923-944 Otto, également duc de Lorraine à partir de 940, fils de Ricuin par son premier mariage.
- 944-963 Raoul, également comte de Chiny (sous le nom de Rudolfe II).
- 963-1002 Godefroid Ier, dit le Prisonnier, fils de Gozlin, comte de Bidgau, fils de Wigéric et Cunégonde, et d'Uda de Metz ; épouse Matilda, fille de Herman, duc de Saxe.
- 1002-1012 Godefroid II, fils du précédent, duc de Basse-Lorraine de 1012 à sa mort en 1023.
- 1012-1022 Frédéric, frère du précédent.
- 1022-1024 Herman (d.1029), frère du précédent, se retire dans un monastère[réf. nécessaire].
- 1024-1025 Louis, également comte de Chiny, reçoit le comté de l'évêque Raimbert, tué par Gothelon, frère d'Herman, qui prend la ville et la donne en appanage à Godefroid, son fils.
- 1025-1069 Godefroid III, dit le Barbu, également duc de Haute-Lorraine à partir de 1044 et de Basse-Lorraine à partir de 1065, il est privé de ses biens, dont Verdun, par l'empereur Henri III, mais il est réintégré et passe sa vie à osciller entre rébellion et paix.
- 1069-1076 Godefroid IV, dit le Bossu, fils du précédent, également duc de Basse-Lorraine
- 1076-1086 Mathilde de Toscane, dite la Grande Contessa, veuve du précédent, également marquise de Toscane.
- 1086-1095 Godefroy V (m. 1100), neveu de Godefroid IV, également duc de Basse-Lorraine à partir de 1089 et défenseur du Saint-Sépulcre à partir de 1099.
  - inconnu
- 1100-1105 Thierry Ier de Montbéliard, également comte de Montbéliard et de Bar.
- 1105-1134 Renaud Ier de Bar (m. 1149), dit le Borgne, fils de précédent, également comte de Montbéliard et de Bar.

En 1134, l'évêque dépose Réginald et rattache le comté au domaine épiscopal.